# Volta de quadrant d'esfera
La volta de quadrant d'esfera, coneguda també com a volta de quart d'esfera, volta de racó de forn, volta de forn o semicúpula, és una volta igual a la meitat d'una esfera i s'utilitza per a cobrir un absis semicircular.
En l'edificació monumental occidental la volta de quadrant d'esfera comença a ésser utilitzada amb certa freqüència en la basílica civil romana, per a cobrir l'absis on se situava el tribunal, i també en altres edificacions, com les termes de Caracal·la. Posteriorment, amb l'establiment del cristianisme com a religió oficial, moltes basíliques es transformen en llocs de culte, i molts dels nous temples construïts mantenen l'esquema basilical, com Sant Pau Extramurs, a Roma.
Ja en període romà d'Orient, en l'obra emblemàtica de Santa Sofia, la coberta de l'espai central està formada per cúpules i voltes de quadrant d'esfera, i en moltes de les obres posteriors els absis mantenen la volta de quadrant d'esfera, com en el cas de les basíliques principals de Ravenna: Sant Vidal, Sant Apol·linar in Classe i Sant Apol·linar el Nou.
Els períodes següents mantenen la volta de quadrant d'esfera per a cobrir els absis. Així ocorre en l'art visigòtic, com en les capçaleres de San Miguel de los Fresnos, a Fregenal de la Sierra, o Santa María de Melque, a San Martín de Montalbán.; en el romànic, poden servir d'exemple els tres absis de la capçalera de l'església del monestir de Santa Maria de Mave, a Aguilar de Campoo;

## Galeria fotogràfica

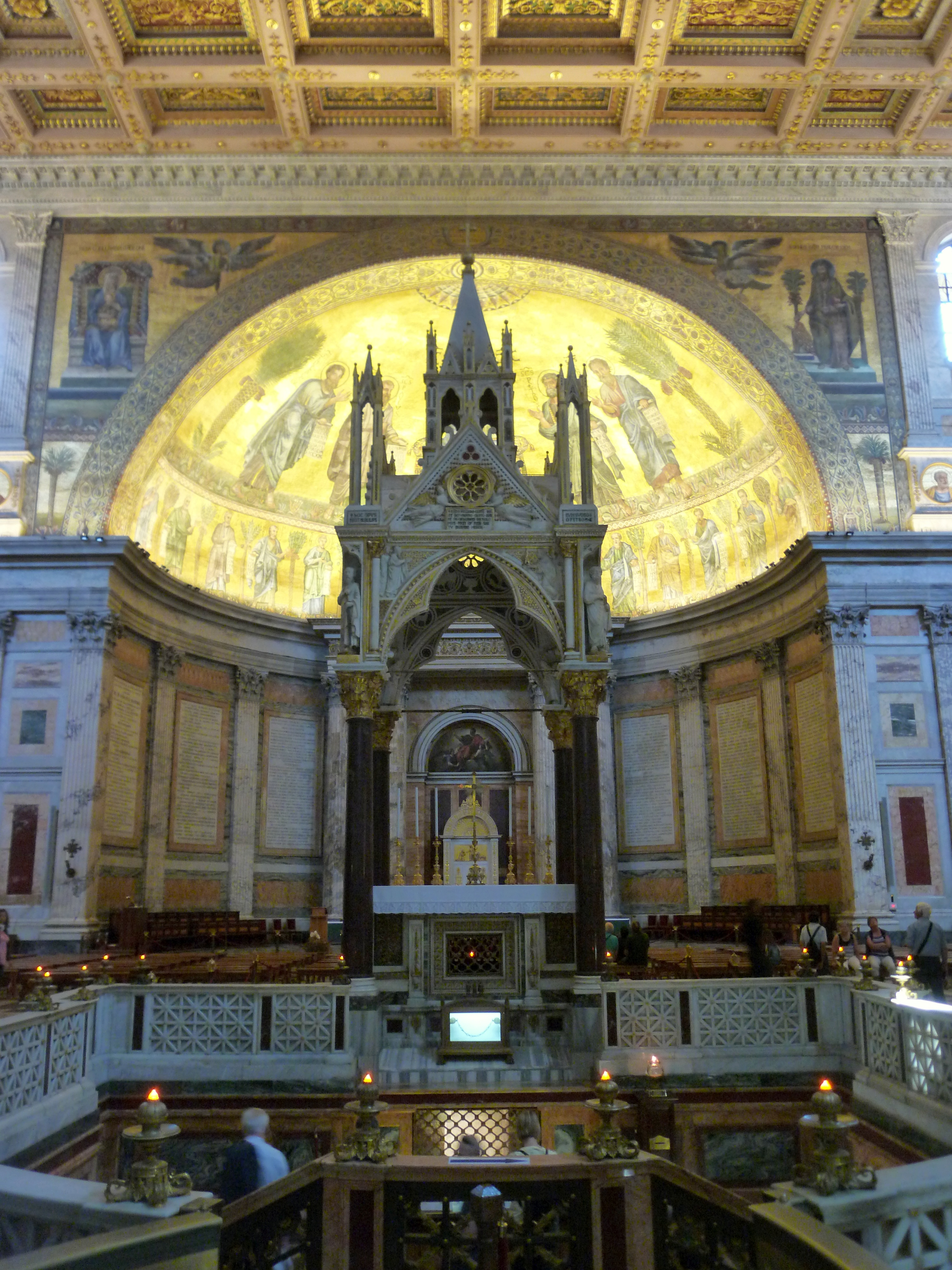
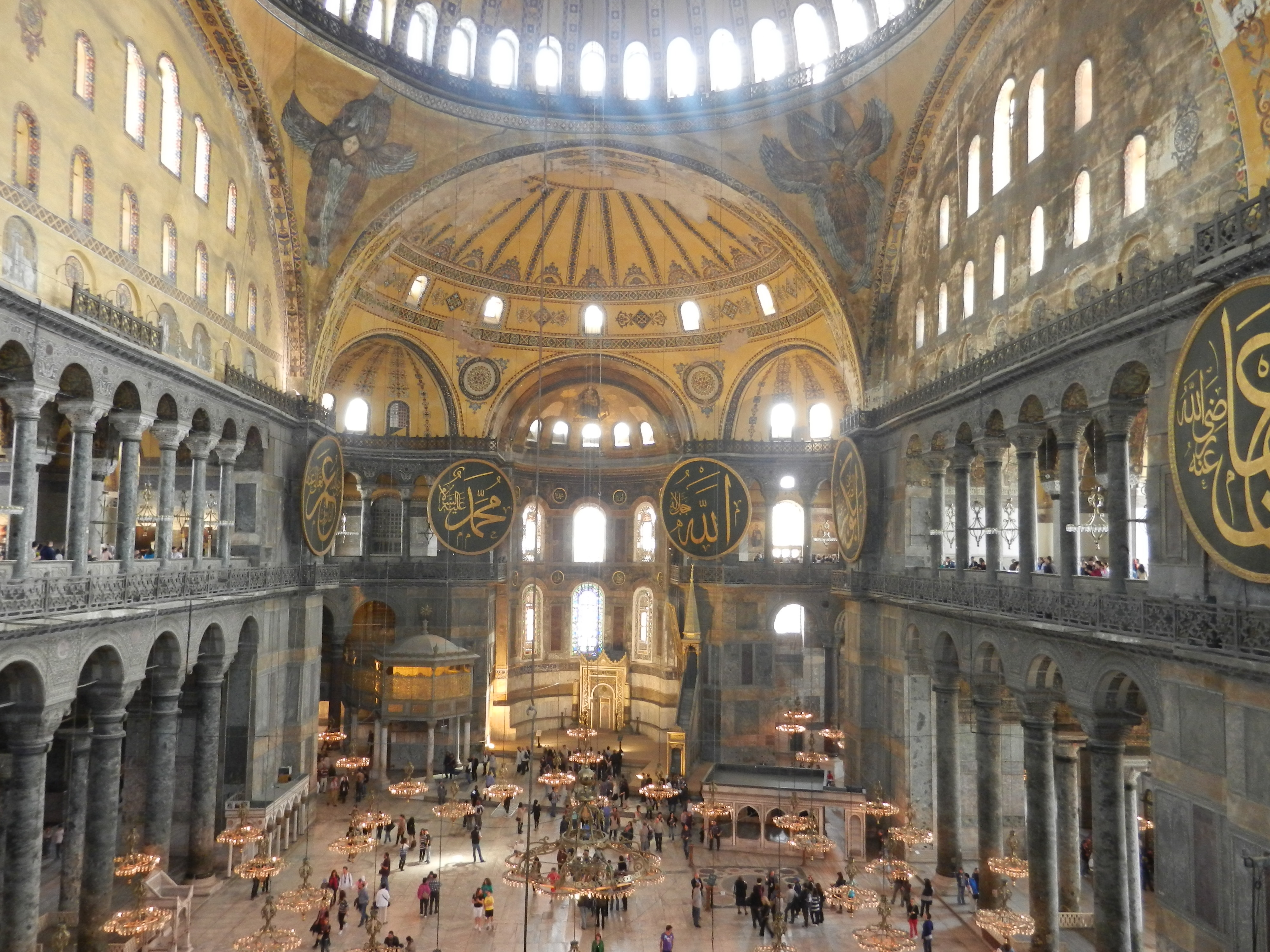
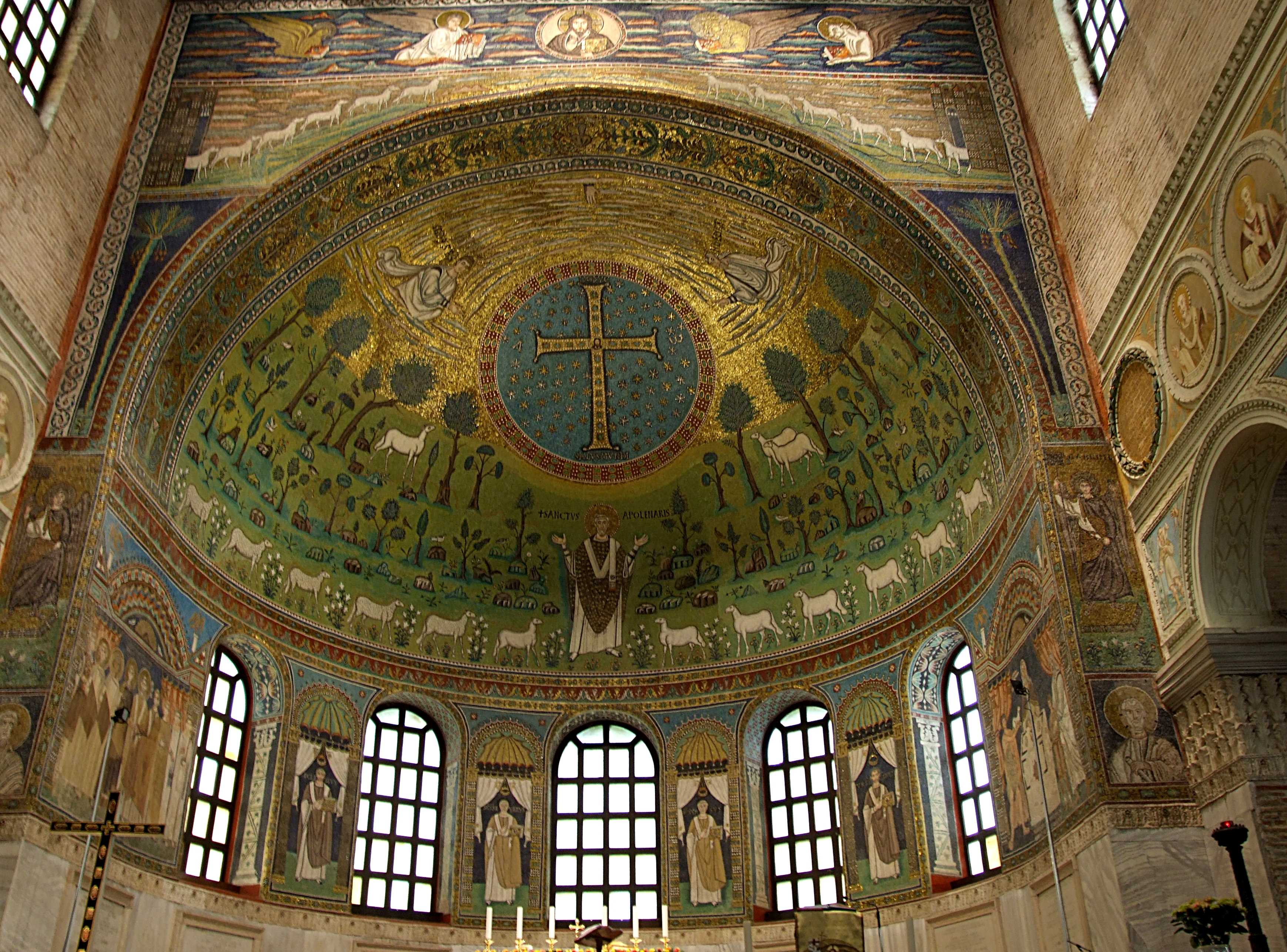
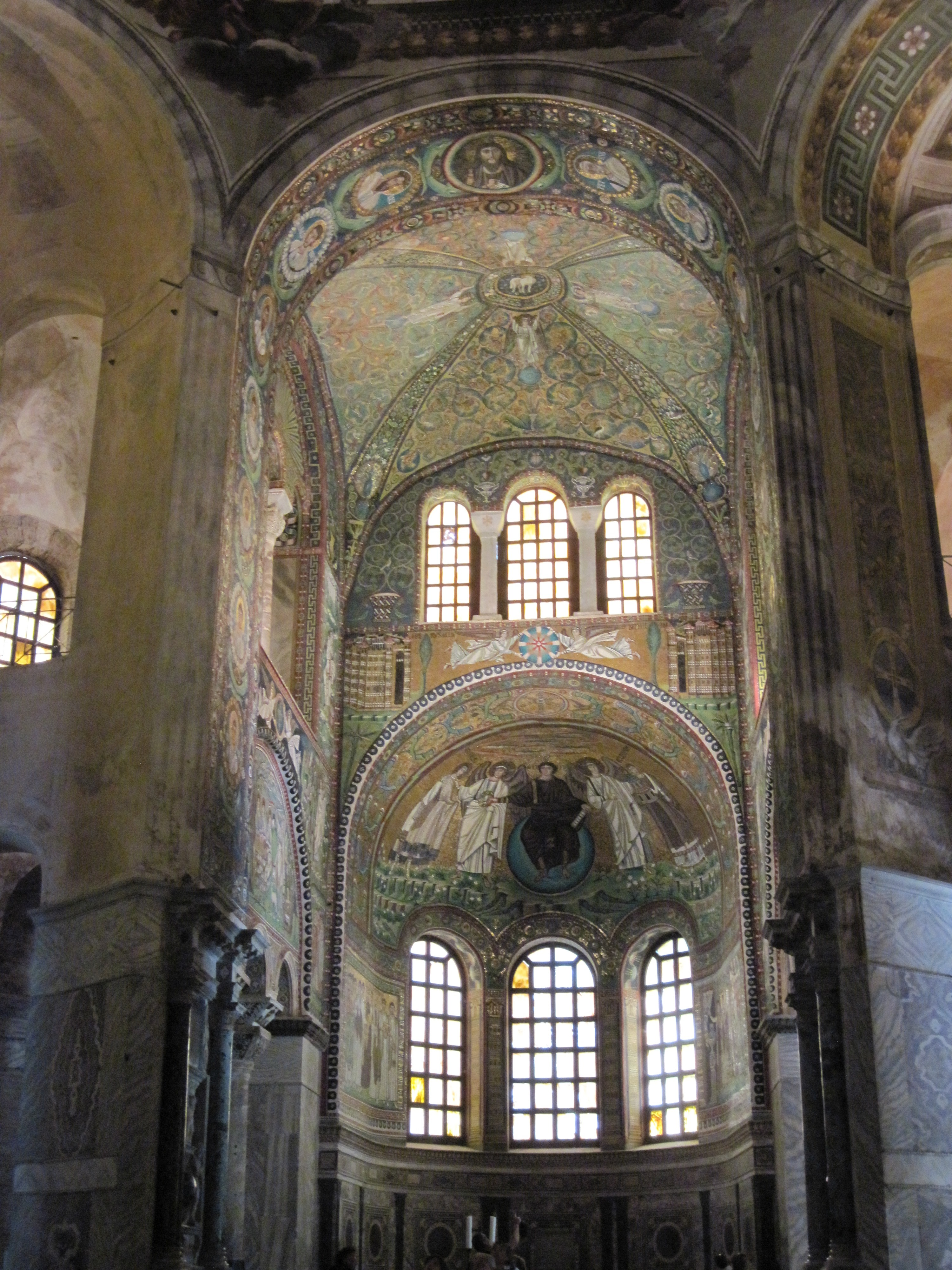
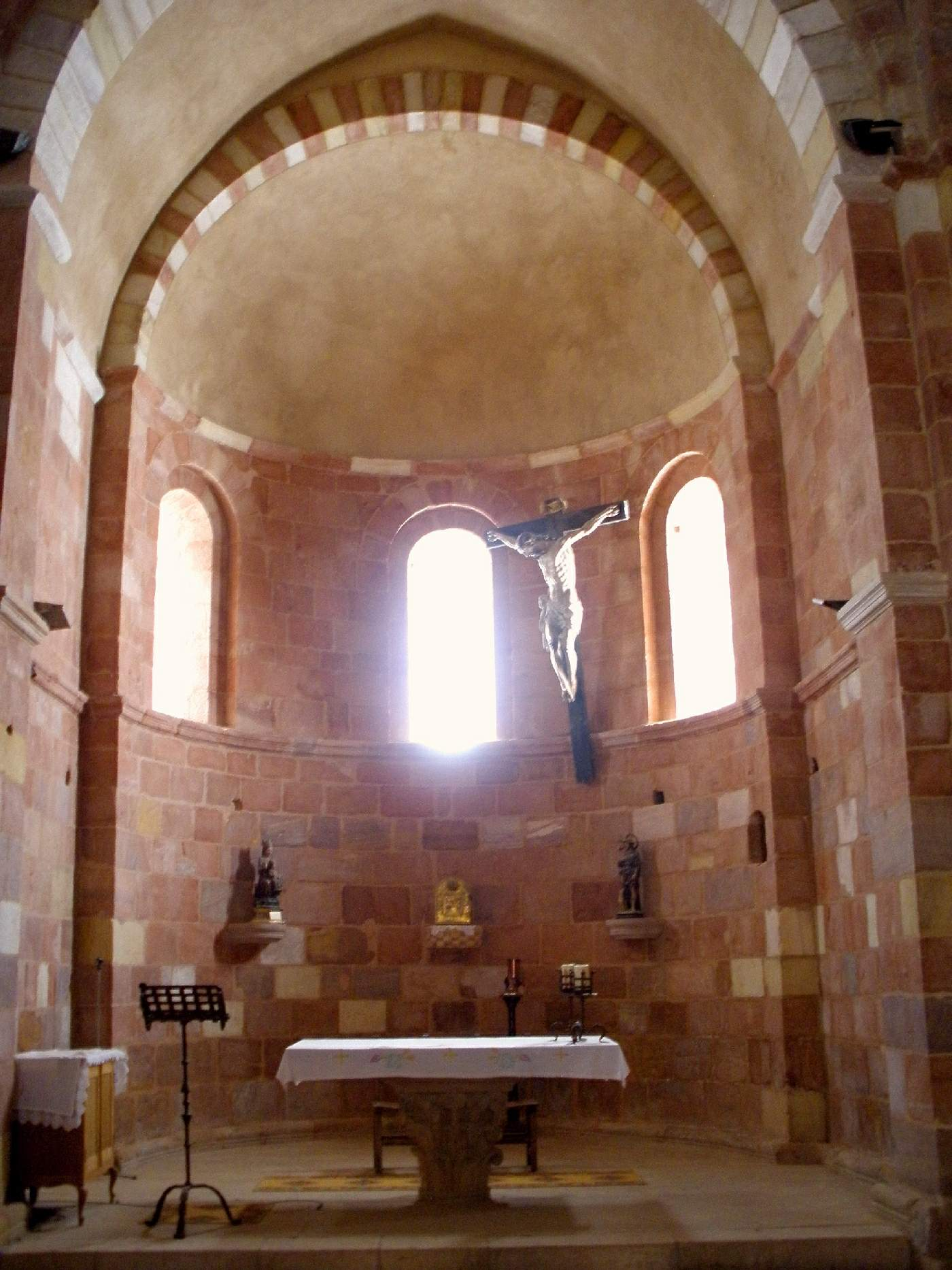

- Absis i tabernacle de Sant Pau Extramurs de Roma.
- Sostre parcial de Santa Sofia d'Istambul.
- Absis de Sant Apol·linar in Classe de Ravenna.
- Absis de Sant Vidal de Ravenna.
- Absis central de Santa María de Mave.